# FIFA 11
FIFA 11 — футбольная игра из серии игр FIFA. FIFA 11 вышла 28 сентября 2010 года в США и 1 октября 2010 года в Европе и Азии. Для платформы Wii FIFA 11 вышла 4 октября 2010 года в США и 1 октября 2010 года в Европе и Азии.

## Особенности игры FIFA 11 PC
Программное ядро EA Sports, ставшее основой для серии FIFA на развлекательных системах PlayStation 3 и Xbox 360, будет использовано в PC-версии FIFA 11 и позволит использовать в ней игровую систему, режимы и визуальные эффекты, разработанные для консолей нового поколения. Новая технология, включающая специальные базы данных и физическую модель, предоставит игрокам свободу в управлении игрой, возможность свободно перемещаться по полю и выполнять сложнейшие удары. Также с её помощью будет реализована отработка столкновений между футболистами.
Физическая модель игры использует новую систему просчёта столкновений, что помогает вести более разнообразную, интересную и менее предсказуемую борьбу за мяч.
FIFA 11 использует виртуальные модели игроков, 62 различных стадиона и меню с поддержкой мыши и клавиатуры для быстрой и удобной навигации.

### Основные особенности
- Программное ядро нового поколения — программное ядро EA SPORTS, использующее специальные базы данных и физическую модель, было оптимизировано для PC-версии игры. Новая технология предоставит игрокам полную свободу в управлении, возможность свободно перемещаться по полю и выполнять сложнейшие удары.
- Новый уровень игры — высококачественная игровая система, инновационные режимы и потрясающая графика, сделавшие FIFA самой рейтинговой спортивной игрой для PS3 и Xbox 360, завоевавшей более пятидесяти наград «Спортивная игра года», теперь доступны в версии для PC.
- Виртуальный футболист — вы сможете воплотить в жизнь свою мечту о настоящем футболе. Создайте игрока, похожего на вас, с помощью трёхмерного фотопортрета Photo Game Face и начните свою карьеру, в ходе которой вам предстоит добиться 230 различных достижений во всех игровых режимах и стать мировой суперзвездой в Интернет-матчах.
- Customizable Set Pieces — разрабатывайте и записывайте собственные угловые и штрафные и используйте их во время матчей. Вы сможете по одному задавать определённые действия для каждого игрока своей команды, чтобы затем объединять их в идеальные комбинации. Можно записывать, тестировать и совершенствовать свои комбинации на Тренировочном стадионе, чтобы затем использовать их в игре.
- Тренировочный стадион — Есть возможность оттачивания навыков отдельных игроков и всей команды в полнофункциональном тренировочном режиме до выхода на поле. Можно определить число защитников и нападающих (например, «11 на 11», «5 на 5» или даже «5 на 3») и практикуйтесь в свободной игре или используйте записанные комбинации.
- Ведение мяча в любом направлении — в уникальной системе ведения мяча привычные восемь направлений меняются на полные 360 градусов. Теперь игроки смогут использовать прежде недоступные участки свободного пространства между защитниками.
- Мастерский дриблинг — анимационная технология нового поколения обеспечивает беспрецедентный контроль и позволяет техничным игрокам проскочить мимо защитника с помощью виртуозного поперечного дриблинга.
- Силовые приемы — новое поколение системы просчёта столкновений позволяет вести более разнообразную, продолжительную и менее предсказуемую борьбу за мяч между нападающим и защитником.
- Реалистичность поведения игроков — усовершенствованный искусственный интеллект в сочетании с пятьюдесятью комбинациями движений обеспечивает более грамотные действия игроков на поле, они сосредотачивают своё внимание на мяче и двигаются с подходящей для каждого момента скоростью.
- Усовершенствованная игра в нападении — игроки более эффективно анализируют положение на поле, перемещаясь так, чтобы оставлять возможность для осуществления передачи и увеличивать число вариантов атаки.
- Усовершенствованные возможности для игры в обороне — защитники выполняют несколько задач одновременно и стараются прикрывать опасные участки, оставленные другими игроками. Усовершенствованная логика перехватов, в том числе для прерывания прострелов и ударов с лёта, даёт защитникам больше возможностей для предотвращения опасных ситуаций.
- Усовершенствованный интеллект вратаря — у вратарей повысилась точность восприятия и перехвата мячей, появилась более мощная и быстрая система бросков. Новая анимационная технология обеспечивает реалистичное поведение вратаря и разнообразие голевых ситуаций.
- Игра в локальной сети — вы можете создать игру в локальной сети и соревноваться с друзьями без подключения к серверам EA.
- Дополнительные возможности для PC — инновационные нововведения включают поддержку голосового общения и конференции, распределённые по уровню мастерства и географическому положению игроков.
- Мировой футбол — на сайте easportsfootball.com вы можете создать Game Face, подыскать себе соперников во всемирном рейтинге PC Leaderboards и собрать список друзей для PC-версии игры.
- Потрясающая графика нового поколения — высококачественное изображение делает «живым» каждого игрока на поле. В игре представлено 62 различных стадиона.
- Полный реализм — более тридцати официально лицензированных лиг, 500 лицензированных команд и более 15 000 игроков.

## Особенности игры FIFA 11Xbox 360/PlayStation 3
FIFA 11 делает новый шаг в реалистичном представлении игроков. Система «Персонализация+» воссоздает их внешний вид и поведение с мячом и без него в любой точке поля на основе персональных навыков реальных футболистов.
Благодаря системе «Персонализация+» все навыки игрока реалистично отражаются в игре, делая его виртуальную модель уникальной. Система определяет различия между футболистами на основании базы данных, в которой содержится информация о 36 параметрах и 57 индивидуальных чертах каждого из них. В её основу была положена работа 1700 наблюдателей из разных стран мира. Кака из мадридского «Реала» будет проводить чёткие и необычные передачи; Андрес Иньеста из «Барселоны» продемонстрирует резкие повороты и блестящее владение мячом, которое позволяет успешно пробиваться через оборону чужой команды; Уэйн Руни из «Манчестер Юнайтед» сможет сдерживать защитников и наносить точные удары с большого расстояния, а лучшие защитники — такие как Джорджио Кьеллини из «Ювентуса» — будут перехватывать мяч, предугадывая действия нападающих.
«Персонализация+» затронет и вратарей, которые перенесут в игру профессиональный стиль своих реальных прототипов — более традиционный или акробатический. Информация о прыжках определит способность вратарей перехватывать дальние мячи, информация о рефлексах — скорость реакции, и это позволит таким мастерам, как Петр Чех из «Челси», продемонстрировать игру мирового класса.
Основанная на игровой системе проекта FIFA 10, завоевавшего более 50 наград «Спортивная игра года», FIFA 11 представит новую систему Pro Passing, в которой точность передачи будет определяться мастерством игрока во владении контроллером, а также навыками виртуального футболиста и ситуацией на поле. Полная свобода во взаимодействии игроков превратит боковые столкновения в полноценную борьбу за мяч.
Серия новых настроек поможет игрокам изменять FIFA 11 в соответствии с собственными предпочтениями. Интернет-служба Creation Center позволит создать игрока или команду, отправить их своим друзьям или загрузить в свою игровую систему. Вы также сможете назначать индивидуальные речёвки для каждой команды и использовать в игре музыкальные композиции из медиатеки своей игровой консоли.

### Основные особенности
- «Персонализация+» — мастерство игрока реалистично отражается в игре, создавая чёткие различия между футболистами. «Персонализация+» затрагивает каждого игрока и все аспекты его поведения — с мячом и без него.
- «Персонализация+» для вратарей — профессиональный стиль вратаря в реальной жизни, более традиционный или акробатический, формирует поведение виртуальной модели. Информация о прыжках определяет способность вратарей перехватывать дальние мячи, а информация о рефлексах — скорость его реакции.
- «Персонализация+» и AI — управляемые компьютером звёзды футбола владеют целым рядом профессиональных приёмов и обладают всеми внешними данными и особенностями поведения своих реальных прототипов.
- «Персонализация+» и торжества — система «Празднования 2.0» позволит вам достойно отметить важные игровые события, не оставляя при этом членов своей команды.
- «Персонализация+» и модели игроков — разнообразные типы фигур усиливают различия между игроками. При этом стиль игры каждого футболиста в точности соответствует стилю его реального прототипа.
- Система Pro Passing — в новой системе точность передачи будет определяться мастерством игрока во владении контроллером, а также навыками виртуального футболиста и ситуацией на поле. Неверные решения, как и слишком сильные или слишком слабые удары, будут приводить к неутешительным результатам. Новые типы передач, такие как финт с уклонением, призваны сделать игру более эффективной и надёжной.
- Борьба за владение мячом во всех направлениях — полная свобода во взаимодействии игроков превратит боковые столкновения в полноценную борьбу за мяч.
- Усовершенствованный искусственный интеллект — за управляемых компьютером игроков теперь отвечает система REAL AI, которая помимо простых решений при владении мячом позволяет им распознавать более сложные моменты игры и адекватно реагировать на них. Кроме того сотни профессионально выполненных движений были записаны для тысяч виртуальных игроков.
- Внимание вратаря — вратари теперь лучше осведомлены о своём окружении и более адекватно реагируют на любую опасную ситуацию. В числе усовершенствований скоростные рывки для перехвата мяча, готовность отразить атаку при переходе к сетке и умение правильно определять и нейтрализовывать удары с навесом.
- Creation Center — эта Интернет-служба поможет вам создать игрока или команду своей мечты. Помимо этого с её помощью вы сможете определять положение игроков на поле и тактику игры. Создавайте футболистов с уникальными характеристиками и внешним видом и команды с собственной формой и символикой, обменивайтесь ими со своими друзьями и загружайте их в свою игровую систему для участия в Интернет-матчах, чемпионатах и быстрых матчах. Созданные игроки также могут использоваться на тренировочном стадионе, в режимах карьеры и конференций.
- Режим карьеры — новое программное ядро позволяет создать в игре достоверное отражение реальной жизни. Начните игру, выбрав существующего игрока, «Виртуального футболиста» или созданного в «Creation Center» и станьте игроком-менеджером или просто менеджером, впереди у которого пятнадцать лет профессиональной карьеры. Теперь игроки получают мгновенные отзывы и используют усовершенствованную систему статусов. К этому добавляются реалистичные структура и результаты чемпионатов и новый календарь с одновременной обработкой данных и увеличенной скоростью. «Руководство командой» упрощает сравнение игроков, а список лидеров среди друзей позволяет сравнивать статистику и достижения.
- Своя музыка, свой звук — теперь вы можете назначать речёвки для каждой команды и лиги в игре. Гимн клуба может звучать во время вступления к матчу, по окончании первого тайма и после забитых мячей — назначив речёвку для своего виртуального игрока, вы даже сможете услышать своё имя, эхом прокатившееся по трибунам легендарных стадионов «Олд Траффорд» или «Сан-Сиро». Помимо этого у вас появится возможность использовать в игре свои любимые музыкальные композиции.
- Коллекция FIFA — сохраните на жесткий диск лучшие моменты каждого матча — включая сетевую игру — для дальнейшего просмотра и загрузки на сайт easportsfootball.com.
- Полный реализм — более тридцати официально лицензированных лиг, 500 лицензированных команд и более 15 000 игроков.

В FIFA 11 включены 31 официально лицензированная лига из 24 стран мира, а также 39 национальных команд

## Саундтрек
- 3OH!3 featuring Katy Perry — «Starstrukk» (European version only)
- Ana Tijoux — «1977»
- Adrian Lux — «Can’t Sleep»
- Caribou — «Odessa»
- Charlotte Gainsbourg — «Trick Pony»
- Chromeo — «Don’t Turn The Lights On»
- Choc Quib Town — «El Bombo (Toquemen el Bombo)»
- Dan Black — «Wonder»
- Dapuntobeat — «:0 (Dos Punto Cero)»
- Dum Dum Girls — «It Only Takes One Night»
- Ebony Bones — «W.A.R.R.I.O.R.»
- George Dawes — «Football»
- Gorillaz — «Rhinestone Eyes»
- Groove Armada — «Paper Romance»
- Howl — «Controller»
- Jónsi — «Around Us»
- Jump Jump Dance Dance — «White Picket Fences»
- K'naan ft. Adam Levine — «Bang Bang»
- Ladytron — «Ace of Hz»
- LCD Soundsystem — «I Can Change»
- Linkin Park — «Blackout»
- Locnville — «Sun In My Pocket»
- Malachai — «Snowflake»
- Maluca — «El Tigeraso»
- Марк Ронсон при участии Саймона Ле Бона и Wiley — «Record Collection»
- Massive Attack — «Splitting the Atom»
- MGMT — «Flash Delirium»
- Ram di Dam — «Flashbacks»
- Scissor Sisters — «Fire With Fire»
- The Black Keys — «Tighten Up»
- The Pinker Tones — «Sampleame»
- Tulipa — «Efemera»
- Two Door Cinema Club — «I Can Talk»
- We Are Scientists — «Rules Don’t Stop»
- Yeasayer — «O.N.E.»
- Zé Maria — «The Space Ahead»

## Обложки игры
Вариантов обложек игры — 12, каждая создана специально для одной из 14 стран. Практически на всех присутствует полузащитник Реала, лицо серии — Кака.
Варианты обложек:
- : Кака и Уэйн Руни;
- : Месут Озил и Рене Адлер;
- : Кака и Джорджио Кьеллини;
- : Кака и Нани;
- : Уго Льорис, Карим Бензема и Уэйн Руни;
- : Кака и Андрес Иньеста;
- : Кака и Балаж Джуджак;
- : Кака и Сергей Семак;
- : Кака и Тим Кэхилл;
- : Кака и Якуб Блащиковский;
- : Кака и Валентин Штокер;
- : Карлос Вела, Кака и Лэндон Донован.

## Продажи
При оглашении результатов первого квартала 2012 финансового года представителями Electronic Arts сообщено, что с момента поступления игры в продажу было продано более 15 млн копий.

## Отзывы в прессе
| Сводный рейтинг    | Сводный рейтинг      | Сводный рейтинг       | Сводный рейтинг | Сводный рейтинг       | Сводный рейтинг     | Сводный рейтинг       | Сводный рейтинг      |
| Издание            | Оценка               | Оценка                | Оценка          | Оценка                | Оценка              | Оценка                | Оценка               |
| Издание            | DS                   | PC                    | PS2             | PS3                   | PSP                 | Wii                   | Xbox 360             |
| ------------------ | -------------------- | --------------------- | --------------- | --------------------- | ------------------- | --------------------- | -------------------- |
| GameRankings       | N/A                  | N/A                   | N/A             | 87,63 %               | N/A                 | 76,64 %               | 86,25 %              |
| Metacritic         | 63 / 100 (5 обзоров) | 84 / 100 (16 обзоров) | N/A             | 89 / 100 (49 обзоров) | 70 / 100 (4 обзора) | 74 / 100 (15 обзоров) | 88 / 100 (64 обзора) |
| Иноязычные издания |                      |                       |                 |                       |                     |                       |                      |
| Издание            | Оценка               | Оценка                | Оценка          | Оценка                | Оценка              | Оценка                | Оценка               |
| Издание            | DS                   | PC                    | PS2             | PS3                   | PSP                 | Wii                   | Xbox 360             |
| GameSpot           | N/A                  | N/A                   | N/A             | 9 / 10                | N/A                 | 7,5 / 10              | 9 / 10               |
| GamesRadar+        | N/A                  | N/A                   | N/A             | 9 / 10                | N/A                 | 8 / 10                | 9 / 10               |
| IGN                | 7,0 / 10             | 8,0 / 10              | N/A             | 8,5 / 10              | 7,0 / 10            | 6,5 / 10              | 8,5 / 10             |

| Иноязычные издания                 | Иноязычные издания |
| Издание                            | Оценка             |
| ---------------------------------- | ------------------ |
| 1UP.com                            | B                  |
| AllGame                            | [ 24 ]             |
| CVG                                | 9,7 / 10           |
| Eurogamer                          | 8 / 10             |
| G4                                 | 5 / 5              |
| Game Informer                      | 8,75 / 10          |
| GameTrailers                       | 9,0 / 10           |
| ONM                                | 88 %               |
| XboxAddict                         | 85 %               |
| Official U.K. PlayStation Magazine | 10 / 10            |
| Русскоязычные издания              |                    |
| Издание                            | Оценка             |
| Absolute Games                     | 71 %               |
| «PC Игры»                          | 9,0 / 10           |
| PlayGround.ru                      | 8,7 / 10           |
| StopGame.ru                        | изумительно        |
| «Домашний ПК»                      | [ 37 ]             |
| «Игромания»                        | 8,7 / 10           |